# Contea di Funan
La contea di Funan (阜南县S, Fùnán XiànP) è una contea della Cina, situata nella provincia dell'Anhui.